# NGC 3825
NGC 3825 (również NGC 3852, PGC 36348, UGC 6668 lub HCG 58B) – galaktyka spiralna z poprzeczką (SBa), znajdująca się w gwiazdozbiorze Panny. Jest to galaktyka z aktywnym jądrem typu LINER. Należy do zwartej grupy galaktyk Hickson 58 (HCG 58).
Odkrył ją William Herschel prawdopodobnie 15 marca 1784 roku, lecz jej pozycję obliczył wówczas niedokładnie. Na pewno obserwował ją 15 kwietnia tego samego roku i skatalogował ponownie jako nowo odkryty obiekt. John Dreyer skatalogował obie obserwacje Herschela jako, odpowiednio, NGC 3852 i NGC 3825.